# Austronilea livida
Austronilea livida är en tvåvingeart som beskrevs av Crosskey 1967. Austronilea livida ingår i släktet Austronilea och familjen parasitflugor. Inga underarter finns listade i Catalogue of Life.